# 申譞洙
申譞洙（1989年7月8日—），韓國男演員。

## 演出作品

### 電視劇
- 2015年：OCN《我的美麗新娘》
- 2015年：SBS《Remember—兒子的戰爭》飾演 裴鐵柱
- 2016年：SBS《我女婿的女人》
- 2016年：JTBC《青春時代》飾演 尹宗烈
- 2017年：MBC《三色幻想－宇宙之星》飾演 具世周
- 2017年：MBC《君主－假面的主人》飾演 青雲
- 2017年：JTBC《青春時代2》飾演 尹宗烈
- 2017年：KBS2《我的黃金光輝人生》飾演 徐智浩
- 2018年：Channel A《十二夜》飾演 車賢吾
- 2019年：JTBC《加油吧威基基2》飾演 國奇峰
- 2020年：JTBC《雙甲路邊攤》飾演 金道榮
- 2021年：MBN《打包袱—盜取命運》飾演 李大燁
- 2022年：Wavve《危机的X》
- 2022年：TVING《放學後戰爭活動》 飾演 小隊長李春浩

### 網路劇
- 2015年：《花樣排球》
- 2016年：《花樣排球2》
- 2018年：《你和我的有效期間》（너와 나의 유효기간）

### 电影
- 待定：《阳台》[2]

## 綜藝
- 2016年：KBS2《我們小區藝體能》
- 2025年：團結才能踢
- 2025年：認識的哥哥

## 獎項
- 2016年：亞洲明星盛典—Rising Star賞《青春時代》
- 2017年：亞洲明星盛典—New Wave賞
- 2018年：亞洲明星盛典—Focus 賞

## 外部連結
- 申譞洙的Instagram帳戶
- 申譞洙在NAVER上的资料